# Parti communiste de Finlande (1918)
 (novembre 2018).
Si vous disposez d'ouvrages ou d'articles de référence ou si vous connaissez des sites web de qualité traitant du thème abordé ici, merci de compléter l'article en donnant les références utiles à sa vérifiabilité et en les liant à la section « Notes et références ».
Pour les autres articles nationaux ou selon les autres juridictions, voir Parti communiste.
Ne doit pas être confondu avec Parti communiste de Finlande (1997).
Le Parti communiste de Finlande (en finnois Suomen Kommunistinen Puolue ; en suédois Finlands kommunistiska parti, abrégé en SKP), créé le 29 août 1918 et dissous en 1992, était un parti politique finlandais.

## Genèse
En 1918, les « Rouges » perdent la Guerre civile finlandaise ; une grande partie des dirigeants des Gardes rouges et du Parti social-démocrate de Finlande fuient la Finlande et passent en République socialiste fédérative soviétique de Russie. Là, à Moscou, les dirigeants réfugiés dont Yrjö Sirola, créent le Parti communiste de Finlande. 
Le SKP demeure illégal en Finlande jusqu'en 1944 ; il a participé à la vie politique finlandaise sous le couvert de deux organisations successives : le Parti socialiste des travailleurs de Finlande de 1920 à 1923, puis l'Organisation électorale socialiste des travailleurs et petits agriculteurs (fi) entre 1924 et 1930. 
Ces deux partis, en étroite relation avec le Parti communiste finlandais qui siégeait en Carélie soviétique, seront interdits par le gouvernement.

## Apogée

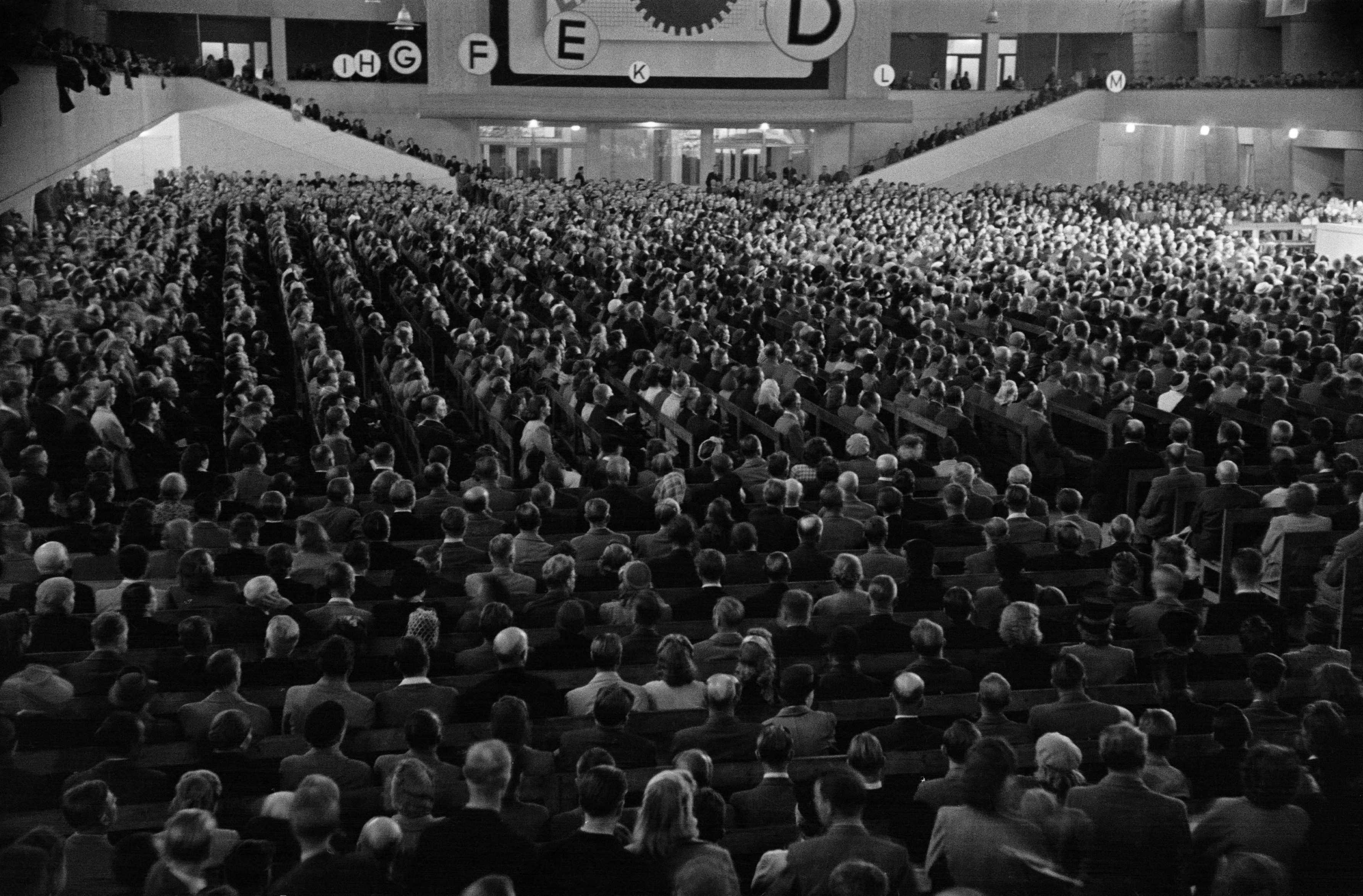
Célébration du 29e anniversaire de SKP au gymnase de Töölö le 19 août 1947.

Légalisé à la fin de la Seconde Guerre mondiale, le SKP s'est ensuite toujours présenté aux élections sous l'étiquette de la Ligue démocratique du peuple finlandais. Cette coalition, qu'il dominait largement, a obtenu le groupe parlementaire le plus important à l'Eduskunta lors des élections de 1958. Le SKP obtient, par l'intermédiaire de la Ligue, entre 17 et 24 % de 1944 à 1979. Le SKP a participé à de nombreux gouvernements dans la période d'après-guerre, d'abord au sein du gouvernement de coalition formé à la fin du conflit, puis dans le cadre de la politique d'amitié avec l'URSS menée par le président Urho Kekkonen et son Parti du centre. Le SKP est demeuré, pendant la guerre froide, l'un des partis communistes les plus puissants d'Europe en dehors des pays de l'Est : il était l'un des seuls, avec le Parti communiste italien et le Parti communiste français, à bénéficier d'un électorat important dans un contexte démocratique.

## La fin
Avec la chute du mur de Berlin et le déclin de l'idéologie communiste, des dissensions apparaissent qui mènent à une faillite, tant financière que de représentativité, en 1992. Une grande partie des membres forment l'Alliance de gauche en 1990. Le nom du parti historique est, depuis 1997, utilisé par l'actuel Parti communiste de Finlande.

## Dirigeants
| Présidents           | Période                |
| -------------------- | ---------------------- |
| Yrjö Sirola          | 1918–1920              |
| Kullervo Manner      | 1920–1935              |
| Hannes Mäkinen       | 1935–1937              |
| Jukka Lehtosaari     | 1937–1938              |
| Aimo Aaltonen        | 1944–1945 et 1948–1966 |
| Aaro Uusitalo        | 1945–1948              |
| Aarne Saarinen       | 1966–1982              |
| Jouko Kajanoja       | 1982–1984              |
| Arvo Aalto           | 1984–1988              |
| Jarmo Wahlström      | 1988–1990              |
| Heljä Tammisola      | 1990–1992              |
| Secrétaires généraux | Période                |
| Arvo Tuominen        | 1935–1940              |
| Ville Pessi          | 1944–1969              |
| Arvo Aalto           | 1969–1977 et 1981–1984 |
| Erkki Kivimäki       | 1977–1981              |
| Aarno Aitamurto      | 1984–1985              |
| Esko Vainionpää      | 1985–1988              |
| Heljä Tammisola      | 1988–1990              |
| Asko Mäki            | 1990–1992              |
| Vice-Présidents      | Période                |
| Yrjö Murto           | 1951–1963              |
| Oiva Lehto           | 1963–1966              |
| Erkki Salomaa        | 1966–1971              |
| Taisto Sinisalo      | 1970–1982              |
| Olavi Hänninen       | 1971–1981              |
| Maija-Liisa Halonen  | 1981–1982              |
| Veikko Alho          | 1982–1984              |
| Heljä Tammisola      | 1984–1988              |
| Aarno Aitamurto      | 1985–1987              |
| Arvo Kemppainen      | 1987–1988              |
| Aarno Aitamurto      | 1988–1990              |
| Tatjaana Huhtala     | 1990–199x              |